# Jack McDonald
Jack McDonald (San Francisco, 17 settembre 1880 – Sacramento, 19 giugno 1941) è stato un attore statunitense.

## Filmografia parziale
- The Last of the Mohicans, regia di Clarence Brown e Maurice Tourneur (1920)
- I banditi di Lost-Hope (Lorna Doone), regia di Maurice Tourneur (1922)
- While Paris Sleeps, regia di Maurice Tourneur (1923)
- Ladro d'amore (Cameo Kirby), regia di John Ford (1923)
- Mississipi (Show Boat), regia di Harry A. Pollard (1929)
- L'ultimo poker (Big Money), regia di Russell Mack (1930)
- La crociera del folle (The Ship from Shanghai), regia di Charles Brabin (1930)